# 施炳光家族
香港施氏家族（Zimmern）有香港歐亞混血兒特徵，源自德國，具日耳曼及猶太血統，為香港著名的法律世家，早期與何東、羅文錦、羅旭龢、洗德芬等混血家族多有聯姻。
據何鴻鑾所言，施氏嫡派父系先祖為德裔英國人施文（Adolphus Hermann Christian Anton Zimmern）。此人於十九世紀中葉來香港及上海工作，與華化混血女性葉麗金育有炳光（Andrew）及燦光（Adoph）二子，其後皆入讀拔萃書室。炳光娶吳門（蘇州）周氏，生三女一子；燦光娶混血兒羅蓮施（Mary Lowcock），生五子一女。其後周氏亡故，炳光續娶羅蓮施表妹馮氏（Mary Fung），生三子。施文與葉麗金分袂後返英，從此不曾踏足香港。炳光、燦光皆隨母生活，故自居為華人。
施氏兄弟漢英二語兼擅，炳光嘗協理英國海關參贊清廷駐朝鮮欽差事務，燦光曾任聯合交易所主席。施炳光之子施玉麒為知名大律師、聖約翰座堂法政牧師，拔萃男書院校長。施燦光之子施玉瑩（Francis Zimmern）亦曾任聯交所主席，施玉驄（Archibald Zimmern）為香港最高法院原訟庭按察司，施玉鑾（Frederick Zimmern）為施文律師行 （页面存档备份，存于）（Messrs. F. Zimmern & Co. （页面存档备份，存于））創辦人。施玉麒之子施大偉（David Zimmern）為劍橋大學研究員。施玉驄之子施文勇（Hugh Zimmern）為著名設計師。
此外，施炳光之父Adolphus Zimmern返英後再娶Mathilde Eckhard，所生之Alfred Eckhard Zimmern後來任教牛津大學，成為國際知名之學者。

## 家族特色
- 與羅文錦家族有一段姻親關係：
  - 施湘卿＝羅長肇
- 與羅郭家族有兩段姻親關係：
  - 施炳光＝馮氏（Henry Lowcock外孫女）
  - 施燦光＝羅蓮施
- 與何東家族有兩段姻親關係：
  - 施燕芳＝何世耀
  - 施瑞芳＝何世華
- 與冼德芬家族有一段姻親關係：
  - 施瓊芳＝冼文彬
- 與羅旭龢家族有三段姻親關係：
  - 施玉鑾＝羅豔基
  - 施玉瑩＝羅婉基
  - 施玉驄＝羅瑤基

## 家族成員
- Ludwig Zimmern
  - Gotthold Zimmern
  - Siegmund Zimmern
  - Freidrich Franz Zimmern
  - David Seligmann Zimmern
  - Caroline Zimmern
  - Anna Zimmern
  - Adelene Zimmern
  - 施文（Adolphus Hermann Christian Anton Zimmern）＝葉麗金＝Mathilde Eckhard（返英後所娶）
    - 施湘美（Mary，葉麗金所出）＝Sir Jacob Sassoon
      - 孫志昌

    - 施湘卿（Lucy，葉麗金所出）＝羅長肇
      - 羅雪貞
      - 羅文錦＝何錦姿（Victoria，何東長女）
        - 羅德丞

      - 羅文顯＝林惠姬
      - 羅文惠
      - 羅巧貞＝何世奇（何福之子）
        - 何鴻政 (Algernon)
        - 何鴻嘉 (Ronald)
        - 何婉揚 (Pamela)
        - 何婉倫 (Cecilia)
        - 何鴻鑾 (Eric Peter)

      - 羅寶貞
      - 羅文灝＝何堯姿（何東之女）
        - 羅佩嫻（Shirley）＝潘通理（Tony Payne）
        - 羅德貞＝列佐翰(John L. Litton)
          - 列顯倫

      - 羅琪貞＝周國榮
      - 羅潔貞

    - 施炳光（Andrew Zimmern，葉麗金所出）＝周氏 、馮氏（Mary née Fung，續弦）
      - 施燕芳（Ethel née Zimmern，周氏所出）＝何世耀（何福之子）
        - 何婉端（Stella née Ho） ＝G.M. Davreux
        - 何婉宜（Helen Ho）
        - 何鴻超（John Ho）＝Florence née Kwok 
          - 何英進

        - 何婉芬（Vivienne née Ho） ＝Raymond Cheng
        - 何婉明（Audrey née Ho） ＝Perry Tcheng
        - 何鴻堅（Kenny Ho）
        - 何婉彬（Daphne Ho）

      - 施瓊芳（Ellen née Zimmern，周氏所出）＝冼文彬（Alfred Edward Hall，冼德芬之子）
        - 冼祝雯（Victoria Sinn）

      - 施瑞芳（May née Zimmern，周氏所出）＝何世華（何甘棠之子）
        - 何晴浩(Connie)
        - 何晴熹(Gertrude)

      - 施玉麟（Harry Zimmern，周氏所出）
      - 施玉書（William Alfred Zimmern，馮氏所出）
      - 施玉麒（George Samuel Zimmern，馮氏所出）＝Dorothy née Whiteley 
        - 施大偉（David Zimmern）＝Beverley née Bridge

      - 施玉璋（Edward Thomas Spencer Zimmern，馮氏所出，日戰時遭日軍處決）= Teresina Gomes
        - Terry née Zimmern ＝V.E. Silva
        - Catherine née Zimmern ＝V.G. Motta

    - 施燦光（Adolph Zimmern, 又名施遇文，葉麗金所出）＝羅蓮施（Mary née Lowcock）
      - 施玉焜（Andrew Zimmern, 日戰時加入香港義勇軍，陣亡）
        - Frederick Zimmern

      - 施玉銘（Ernest Zimmern, 日戰時加入香港義勇軍，陣亡）＝Addi née Greiner 
        - Michael Ernest Zimmern

      - 施玉鑾（Frederick Zimmern） ＝羅豔基（Doris née Kotewall，羅旭龢之女）
        - Ronald Leslie Zimmern 
          - Jonathan Zimmern
          - William Zimmern

      - 施玉瑩（Francis Richard Zimmern）＝羅婉基（Helen née Kotewall，羅旭龢之女）
        - Elizabeth Zimmern＝Enzio von Pfeil
          - Richard Zimmern＝Kirsteen Lau

        - Barbara Anne Zimmern
        - Carol Zimmern
        - Leslye Jill Zimmern
        - Pamela Zimmern ＝梁仲豪

      - Norah née Zimmern ＝Robbie Lee
      - 施玉驄（Archibald Zimmern） ＝羅瑤基（Cicely née Kotewall，羅旭龢之女）
        - Annabel Zimmern
        - 施文勇（Hugh Zimmern）

    - Sir Alfred Eckhard Zimmern（Adolphus Zimmern返英後再娶Mathilde Eckhard所出）=Lucia Anna
    - Elsie（Mathilde所出）
    - Edith（Mathilde所出）
    - Dorothy（Mathilde所出）